# Zoilo de Córdoba
San Zoilo de Córdoba (m. 304), fue el primero de una veintena de mártires cordobeses que perecieron en los albores del siglo IV bajo la persecución de Diocleciano.

## Historia
Constituido el Imperio romano como una tetrarquía, Hispania quedó dentro de la región gobernada por el césar Constancio I, quien atenuó en las zonas de su mando las persecuciones a los cristianos, que tuvieron como instigador en el resto del Imperio al césar Galerio. Dada esta circunstancia, es de suponer que el martirio colectivo de Zoilo y sus compañeros no sucediese antes del año 303, en el que aparecieron los tres primeros edictos, y que tuviera lugar en el 304, en el que un nuevo edicto imperial condenaba a los cristianos indiscriminadamente. 
La noticia más antigua que tenemos de Zoilo es de la segunda mitad del siglo IV y nos la da el español Prudencio en el Himno IV del Peristephanon, en el que hace una relación de cerca de 30 mártires poco anteriores a él y en su mayor parte españoles; aparte de los nombres, poca materia histórica podemos extraer de este elenco (casi una letanía), en el que se dice «Corduba Acisclum dabit, et Zoellum», pues es indistinta la nomenclatura Zoelo, Zoilo o Zoyl. En el Martyrologio jeronimiano se incluye a Zoilo y compañeros mártires en el 27 de junio, lo que coincide con la mayoría de los martirologios históricos, excepto algunos de los más antiguos que citan a Crescente en primer lugar, pero ello se debe, según cree Hensquenio, a que fue anterior la invención del cuerpo de este. Wadelberto usó la voz antistes para significar que Zoilo fue el primero entre sus compañeros (no para conferirle la dignidad de obispo, de la que no hay vestigio alguno), lo que, unido a la cita exclusiva de Prudencio, a que sólo existe acta martirial de Zoilo y a la ratificación operada por el culto en España, autoriza a considerar a Zoilo como el principal de los martirizados con él.

## Encuentro de sus restos
En el año 613, reinando Sisebuto, el obispo de Córdoba Agapito II tuvo la revelación del nombre del mártir y del sitio donde yacía su cuerpo. Acompañado de clérigos y fieles descubre los restos que hace trasladar a la iglesia de San Justo, la cual, para dignificar la memoria del mártir, es ampliada, conmutando desde entonces su título por el de San Zoilo. De esta iglesia de San Zoilo fue clérigo, ya en el siglo IX, San Eulogio, quien sitúa el templo en el centro de la ciudad. 

## Acta del martirio
El monje Usuardo, que estuvo en Córdoba el año 858, incluye a Zoilo en su Martirologio haciendo expresa memoria de la aparición a Agapito II, y de este dato Hensquenio deduce que el Acta del martirio fue también revelada al obispo Agapito o Agapio. Posteriormente el Cerratense recoge este relato en el siglo XIII y el P. Flórez lo incluye en España Sagrada, pero impugna la teoría de que el acta de Zoilo sea tardía. 
De la mencionada Acta, al menos literariamente posterior, resulta la legendaria caracterización de Zoilo y su martirio siguiente: Zoilo era un joven de familia ilustre que manifestaba públicamente su celo cristiano. Denunciado ante el juez, este le consideró como el más cualificado entre otros detenidos, por lo que trató de hacerle apostatar para que su ejemplo arrastrase a los demás. Entre juez y juzgado se establece un diálogo (que a nuestros días llega plagado de piadosas ingenuidades) en el que Zoilo rehúsa sobornos, afirma su fe y pretende evangelizar a su juzgador. El juez le manda azotar sin que la tortura surta efectos y entonces a un verdugo se le ocurre sacarle a Zoilo los riñones por la espalda, sin que tampoco este muera por el nuevo suplicio. Desesperado el juez, desenvaina su propia espada y le corta la cabeza. Seguidamente manda degollar a los restantes arrestados y ordena que todos sean sepultados entre los paganos para que los demás cristianos no encontrasen sus cuerpos. Sobre el número y la identidad de estos otros mártires se han suscitado dudas, pues compulsados los martirologios históricos resultan ser 20 o 21, y entre los nombres citados existen coincidencias con los atribuidos a los hijos de Santa Sinforosa. El P. Flórez recoge 20 nombres, que son: Crescente, Julián, Nemesio, Fratria, Primitivo, Justino, Statheo, Novaciano, Clemente, Marcelino, Zedino, Félix, Venusto, Marcelo, Itálica, Lello, Capitón, Tinno, Timarco o Tusco y Silvano.

## Traslado de sus restos
En el siglo XI, el conde de Carrión, Gómez Díaz, trasladó los restos del mártir desde Córdoba hasta el monasterio benedictino de San Juan Bautista en Carrión de los Condes, que ya se llamó de San Zoilo. El Cerratense enumera los prodigios de la traslación y los milagros conocidos de Zoilo, lo que ha sido transcrito por Flórez. El Breviario Mozárabe conserva un himno gótico que, glorificando a Zoilo, dice:

«Martyrum nulli remanente vita,
 Contigit terris habitare nostris;
 Solus tu morti propriae superstes 
 Vivis in Orbe».

## Patrono
En la actualidad, San Zoilo es el patrón de la ciudad de Carrión de los Condes (Palencia), aunque las fiestas patronales en su honor no se celebran el 27 de junio sino en agosto, siendo el día grande de sus fiestas (el día de San Zoilo) el penúltimo lunes del mes de agosto. El acto más importante de ese día es la procesión del santo, que es portado por los quintos de la localidad. 
También es el patrón de otras localidades:
- Morañega de Flores de Ávila (Ávila), y cuya festividad se celebra el 27 de junio cada año.
- Escalona del Prado (Segovia), donde destaca la Iglesia de San Zoilo que celebra su festividad el 27 de junio.
- Sansol en la Comunidad Foral de Navarra, que celebra las fiestas en honor de este santo y la Virgen de Nievas el segundo fin de semana de agosto.
- Cáseda en la Comunidad Foral de Navarra tiene como patrón a este santo junto a Santa Águeda, celebrando su día el 15 de mayo. Además cuenta con una ermita gótica del siglo XIV en honor al mismo.
- Sanzoles (Zamora), localidad que recibe su nombre del santo y celebra su festividad el 27 de junio con Santa Misa en honor del mártir y aperitivo ofrecido por el Ayuntamiento para todo el pueblo.